# ميغيل فيغيرا
ميغيل فيغيرا هو لاعب كرة قدم برازيلي في مركز الوسط، ولد في 22 أبريل 2000 في سانتانا في البرازيل.

## وصلات خارجية
- ميغيل فيغيرا على موقع قاعدة بيانات كرة القدم.إي يو (الإنجليزية)
- ميغيل فيغيرا على موقع Soccerway.com (الإنجليزية)